# Chilwa-See
Der Chilwa-See liegt im Südosten Malawis auf der Grenze zu Mosambik.

## Geografie
Er ist der zweitgrößte See Malawis und erstreckt sich etwa 60 Kilometer Nord-Süd und 40 Kilometer Ost-West. Der See liegt auf einer Höhe von 627 Metern. Er hat sieben Zuflüsse, aber keinen Abfluss, doch es wird vermutet, dass über die Sümpfe oder unterirdisch ein gewisser Wasseraustausch mit dem nördlich gelegenen und je nach Jahreszeit etwa 100 bis 300 Quadratkilometer großen Chiuta-See stattfindet. Die beiden Seen sind durch eine 15 bis 25 Meter hohe, vor vermutlich 10.000 Jahren entstandene Sandbarriere voneinander getrennt.
Nahe dem Westufer des Sees befindet sich das hügelige Chisi Island, in der Seemitte liegt die kleinere Insel Thongwe.

## Hydrologie
Der Chiuta-See geht möglicherweise seinerseits in den Amaramba-See in Mosambik über, der vom Lugenda entwässert wird. Der Chilwa-See ist sehr flach, die Wassertiefe beträgt 1 bis 2 Meter. 
Die Fläche des gesamten Wassergebietes beträgt etwa 2250 Quadratkilometer, ist aber stark von der Zuflussmenge abhängig. Unterschieden werden offene Wasserfläche, Sumpfland und jahreszeitlich überflutetes Gebiet. Deren Größe betrug am Ende der Trockenzeit im Oktober 2006, anhand von Satellitenaufnahmen gemessen, 828, 303 bzw. 687 Quadratkilometer. Nach langanhaltender Trockenzeit können das umliegende Marschland und Teile des Sees austrocknen. 1995 lag sogar der gesamte Chilwa-See trocken, nachdem es zwei Jahre in Folge nur 775 beziehungsweise 748 Millimeter geregnet hatte. Bei niedrigem Wasserstand ist der Salzgehalt erhöht. Die Uferregionen bestehen überwiegend aus Schilf (Typha domingensis, eine Rohrkolben-Art), aus dem Seile geknüpft werden, an die Fischernetze befestigt werden können. 

## Nutzung
Der Chilwa-See ist fischreich, im langjährigen Durchschnitt werden jedes Jahr 15.000 Tonnen gefischt, das sind (im Mittel zwischen 16 und 43 Prozent) 22 Prozent des Fischertrages des Landes. Die Produktivität beträgt 80 bis 160 kg/ha. Drei Fischarten sorgen für zusammen 85 Prozent des Ertrages: der Buntbarsch Oreochromis shiranus chilwae, lokaler Name „Makumba“; ein Afrikanischer Raubwels, lokaler Name „Mlamba“; und die kleine Barbe Enteromius paludinosus, lokaler Name „Matemba“. Alle drei Arten sind in der Lage, ihre Bestände auch bei unterschiedlich hohen Wasserständen zu regenerieren.
Das Chilwa-Becken ist ein frühes Siedlungsgebiet für die Volksgruppen der Nyanja, Yao, Nguni und Lomwe, die laut schriftlichen Quellen seit dem 19. Jahrhundert, vermutlich aber schon vorher, auf den Überschwemmungsgebieten Ackerbau betrieben. Die britischen Kolonialbehörden versuchten mit wenig Erfolg, das Sumpfland als Schutzzone durchzusetzen. Ab den 1950er Jahren wurden Teile des Gebietes in lokalem Rahmen als Bewässerungsfeldbau etabliert. Untersuchungen der FAO schlagen nicht einen Verzicht auf Ackerbau, sondern eine teilweise landwirtschaftliche Nutzung und einen Einbezug der Bevölkerung in Maßnahmen zum Schutz der Feuchtgebiete vor.
Bis Anfang der 1970er Jahre waren sechs Bewässerungsprogramme zur intensiven landwirtschaftlichen Nutzung eingerichtet, die eine durchschnittliche Größe von 500 Hektar für jeweils 1300 bis 1500 Landwirte haben. Einzelne Dörfer wurden hierzu innerhalb des Gebietes umgesiedelt, Neuansiedler von außerhalb gab es dagegen kaum. Die Projekte wurden von einer taiwanesischen Hilfsorganisation und vom IFAD unterstützt. Hauptanbauprodukte sind Reis, Mais, Erdnüsse und Tabak, für den Eigenbedarf werden verschiedene Gemüsearten angebaut. Insgesamt lebten nach einer Schätzung von 2000 in etwa 300 Siedlungen 77.000 Menschen in und zum großen Teil von den Feuchtgebieten des Chilwa-Sees. Die Region hat mit 162 Einwohnern pro Quadratkilometer eine der höchsten Bevölkerungsdichten Malawis. Durch zunehmende Landnutzung ist seither die Artenvielfalt messbar zurückgegangen.

## Flora und Fauna
Um den Chilwa-See leben rund 160 Wasservogelarten einschließlich 41 Zugvogelarten. Mit Fallen, Schlingen oder Fallnetzen mit Reis oder Hirse als Köder werden Wasservögel zum Eigenverzehr und für den Verkauf auf Märkten gefangen. Ein dänisches Projekt bemüht sich seit 2003, die Fangquoten zu regulieren. Vögel sind eine wichtige Proteinquelle in Zeiten von geringem Fischfang. Pro Jahr werden geschätzte 1,2 Millionen Vögel gefangen. Dazu zählen Teichrallen, Pfeifgänse und Pünktchenenten. Brutzeit ist von Januar bis Juli, Jagdsaison ist die Regensaison in den Monaten Dezember bis Februar. 2001 wurden 29 Vogelschutzgebiete eingerichtet, in denen die Jagd ganzjährig verboten ist. An der Einrichtung einer gesetzlich verankerten Jagdverwaltung wurde 2006 noch gearbeitet.
Die Fischfauna des Chilwa-Sees umfasst 27 Arten. Für die Fischerei am bedeutendsten sind der kleine, etwa 12 cm lang werdende Karpfenfisch Enteromius paludinosus, der Raubwels Clarias gariepinus und die beiden 25 und 45 cm lang werdenden Tilapiaarten Oreochromis shiranus chilwae und Coptodon rendalli. Weitere Arten sind der Buntbarsch Astatotilapia calliptera und der Salmler Hemigrammopetersius barnardi. Im Zooplankton wurden die Krebstierchen Diaphanosoma excisum, Tropodiatomus kraepelini, Daphnia barbata, Moina micrura, Ceriodaphnia cornuta und Mesocyclops leukarti festgestellt. Die benthische Wirbellosenfauna enthält Nilodrum brevibucca, N. brevipalpis, Ecnomus sp., Dipseudopsis sp., die Apfelschnecke Lanistes ovum, die Tellerschnecke Bulinus globosus und die Posthornschnecke Biomphalaria sp.
Seit 2006 ist das Gebiet als UNESCO-Biosphärenreservat ausgewiesen.